# وندکیا (اوهایو)
وندکیا، اوهایو (به انگلیسی: Venedocia, Ohio) یک منطقهٔ مسکونی در ایالات متحده آمریکا است که در شهرستان وان ورت، اوهایو واقع شده‌است.

## خصوصیات
وندکیا ۰٫۳۴ کیلومترمربع مساحت و ۱۲۴ نفر جمعیت دارد.